# Elis Strömgren
Svante Elis Strömgren, född 31 maj 1870 i Helsingborg, död 5 april 1947, var en svensk-dansk astronom; far till Bengt Strömgren.

## Biografi
Strömgren blev filosofie doktor och docent i astronomi i Lund 1898, medarbetare i tidskriften "Astronomische Nachrichten" 1901 och docent vid universitetet i Kiel 1904, kallades 1907 till professor i astronomi vid Köpenhamns universitet och direktor för observatoriet där. Under och efter första världskriget bedrev han en mycket omfattande och viktig verksamhet som förmedlare mellan astronomerna i de olika krigförande länderna. Det torde till stor del vara hans förtjänst, att det internationella samarbetet på astronomins område, åtminstone delvis, kunde upprätthållas under denna tid. Han blev 1917 styrelseledamot och 1921 ordförande i Astronomische Gesellschaft, förmedlade 1920-22 officiellt förbindelsen mellan den gamla astronomiska centralbyrån i Kiel och den av ententmakterna nyupprättade i Bryssel och ledde från 1922 dels den sistnämnda, under Internationella astronomiska unionen sorterande och till Köpenhamn överflyttade byrån, dels den där upprättade filialen av Kielbyrån.

## Arbeten och forskning
Strömgrens vetenskapliga verksamhet omfattade flera olika grenar av astronomin, men var framför allt koncentrerad till behandlingen av problem inom den teoretiska astronomin och celesta mekaniken. Redan tidigt sysselsatte honom frågan om kometernas banformer och dessa himlakroppars ursprung. Bland hans många hithörande arbeten kan nämnas Über Kometenbahnexcentricitäten (I, 1898, II, 1899), Analytische Störungsausdrücke für parabolische Bahnen (1905), Ein Satz über Kometenstörungen (1905) och Über den Ursprung der Kometen (1914). I dessa arbeten uppvisade han nödvändigheten av att för att få ett riktigt begrepp om kometernas verkliga banor beräkna de från planeternas attraktion härrörande perturbationerna inte endast för kometernas relativt korta synbarhetsperiod, utan även för lång tid före och efter densamma. Banornas form förändras ständigt genom störningarna, och det kan här bli fråga inte bara om en kvantitativ, mer eller mindre betydlig variation i banan, utan om en fundamental, kvalitativ omgestaltning av hela rörelsens natur. Han uppvisade sålunda, att dessa störningar är tillräckliga för att förvandla en ursprungligen sluten (elliptisk) bana till en öppen, mot oändligheten sig sträckande (hyperbolisk) sådan, och eventuellt tvärtom. Dessa undersökningar ledde slutligen till det viktiga resultatet, att alla hittills beräknade kometbanor ursprungligen varit av elliptisk natur och att sålunda alla hittills observerade kometer har sitt ursprung inom vårt solsystem.
En annan talrik grupp av Strömgrens arbeten är ägnad åt teoretiska och numeriska undersökningar över det allmänna och speciella trekropparsproblemet. Han upptog och fullföljde på detta forskningsområde systematiskt de ansatser, som redan på 1890-talet gjorts av hans företrädare i Köpenhamn Thorwald Nicolai Thiele och dennes lärjunge Carl Burrau. Under samverkan med en stor mängd medarbetare utförde Strömgren med tillämpning av numeriska integrationsmetoder ett betydelsefullt och synnerligen omfattande arbete med att uppsöka och klarlägga de olika rörelseformer, som kan uppkomma, då tre kroppar rör sig under inverkan av sin ömsesidiga attraktion. Förutom i en mängd specialavhandlingar framställdes resultaten i koncentrerad form i Tre aartier celest mekanik paa Københavns observatorium (1923) och Unsere Kenntnisse über die Bewegungsformen im Dreikörperproblem (1925).
Strömgren utförde vidare en mängd observationer på och banbestämningar för kometer, beräkningar av allmänna störningar för asteroider, undersökningar över rörelserna i stjärnhopar, parallaxbestämningar för stjärnor m.m. Inom det under hans ledning stående Astronomisk Selskab i Köpenhamn organiserade han en omfattande verksamhet för observationer av variabla stjärnor.
Strömgren var från 1911 utgivare av "Publikationer og mindre meddelelser fra Københavns observatorium". Av hans populärvetenskapliga skrifter kan nämnas Astronomiska miniatyrer (1921; på danska under titeln "Lidt moderne astronomi" och på tyska: "Astronomische Miniaturen") samt Die Hauptprobleme der modernen Astronomie (1925). Han var ledamot av svenska Vetenskapsakademien (1920) samt av flera utländska vetenskapliga samfund.

## Utmärkelser
Asteroiden 1422 Strömgrenia är uppkallad efter honom.